# Chris Andersen
Chris Andersen (ur. 7 lipca 1978 w Long Beach, Kalifornia) – amerykański koszykarz występujący na pozycjach silnego skrzydłowego oraz środkowego.

## Przed NBA
W pierwszym sezonie ligi NBDL został wybrany z pierwszym numerem draftu przez Fayetteville Patriots. W ich barwach zdążył rozegrać jednak tylko 3 mecze, w których zdobywał średnio 4.7 punktu, 3.7 zbiórki i 1.7 bloku.

## Kariera w NBA

### Denver Nuggets (2001-2004)
21 listopada 2001 podpisał kontrakt z Denver Nuggets jako wolny agent. Stał się wtedy pierwszym w historii zawodnikiem z NBDL, który został powołany do NBA. Zadebiutował w spotkaniu przeciwko Portland Trail Blazers, rozgrywanym 23 listopada 2001. Zagrał wtedy 1 minutę. W swoim trzecim meczu zagrał najlepsze spotkanie w debiutanckich rozgrywkach, zdobywając 17 punktów, 9 zbiórek i 2 bloki przeciwko Utah Jazz. 31 marca w meczu przeciwko Detroit Pistons pierwszy raz wyszedł w pierwszej piątce, zdobywając 2 punkty, 5 zbiórek i 1 blok w 23 minuty gry. 9 kwietnia 2002 w meczu przeciwko Memphis Grizzlies został pierwszym graczem w historii ligi, który grając w meczu zaledwie 12 minut zanotował 7 zbiórek i 5 bloków. Sezon zakończył z 24 rozegranymi meczami, w których średnio grał 10,9 minuty i notował 3 punkty, 3,2 zbiórki i 1,2 bloku. Notował też 5,13 bloku na 48 minut gry, co go plasowało w pierwszej trójce całej ligi.
Drugi sezon rozpoczął od świetnego meczu przeciwko Minnesota Timberwolves, w którym zdobył 16 punktów, 8 zbiórek, 2 przechwyty i 1 blok. W całym sezonie siedem razy przekroczył granicę 10 zdobytych punktów, a trzy razy 10 zbiórek. Nigdy jednak w tym samym meczu. Łącznie rozegrał w tych rozgrywkach 59 meczów, z czego 3 w pierwszej piątce. Zdobywał średnio 5,2 punktu, 4,6 zbiórki i 1 blok na mecz.
Już w trzecim meczu sezonu 2003/2004 Andersen zanotował pierwsze w karierze double-double. W meczu przeciwko Sacramento Kings zanotował 12 punktów, zebrał 11 piłek i zablokował 7 rzutów rywali. 14 lutego 2004 wziął udział w konkursie wsadów, w którym zajął trzecie miejsce za Fredem Jonesem i Jasonem Richardsonem. Sezon zakończył na drugim miejscu w lidze pod względem średniej bloków na 48 minut, plasując się tylko za Theo Ratliffem. W całym sezonie rozegrał 71 meczów, występując w nich średnio po 14,5 minuty. Zdobywał w tym czasie średnio 3,4 punktu, 4,2 zbiórki i 1,6 bloku.

### New Orleans Hornets (2004-2008)
19 lipca 2004 podpisał kontrakt z New Orleans Hornets. 21 grudnia 2004 w meczu przeciwko Los Angeles Clippers zanotował rekordowe w karierze 18 zbiórek. 19 lutego 2005 wziął udział w konkursie wsadów, w którym zajął czwarte, ostatnie miejsce za Joshem Smithem, Amar’e Stoudemire’em i J.R. Smithem. W sezonie zagrał 67 meczów, w tym dwukrotnie w pierwszej piątce. Zdobywał w nich średnio 7,7 punktu, 6,1 zbiórki i 1,5 bloku podczas 21,3 minuty na mecz.
18 listopada 2005 w meczu przeciwko Atlanta Hawks wyrównał rekord kariery, zbierając 18 piłek. 25 stycznia 2006 został zdyskwalifikowany przez NBA za naruszenie zasad dotyczących narkotyków w lidze. Nałożono na niego karę dwóch lat zawieszenia i dopiero 25 stycznia 2008 został przywrócony w prawach zawodnika. Na parkiet pierwszy raz wybiegł 25 marca 2008 w meczu przeciwko Indiana Pacers. Sezon 2005/06 zakończył z 32 rozegranymi meczami, w których zdobywał średnio 5 punktów, zbierał 4,8 piłek i notował 1,3 bloku.

### Denver Nuggets (2008-2012)
24 lipca 2008 podpisał ponownie kontrakt z Denver Nuggets. W sezonie 2008-09 został drugim najlepiej blokującym NBA ze średnią 2,5 bloku na mecz. 2 kwietnia 2009 zanotował rekordowe 8 bloków w meczu przeciwko Utah Jazz. W całym sezonie zaliczył też pięciokrotnie double-double. W sezonie zagrał w 71 meczach, zdobywając średnio 6,4 punktu, 6,2 zbiórki i 2,5 bloku na mecz.
7 lipca 2009 podpisał nowy, pięcioletni kontrakt, dzięki któremu miał zarobić blisko 26 milionów dolarów. W sezonie 2009/2010 zajął szóste miejsce w klasyfikacji najlepiej blokujących ze średnią 1,9 na mecz. Z każdym kolejnym sezonem jego przydatność dla Nuggets malała. W rozgrywkach 2009/10 grał średnio 22,3 minuty, rok później 16,3, a w sezonie 2011/12 tylko 15,2. 17 lipca 2012 zwolniony z kontraktu przez Nuggets na zasadzie amnestii.

### Miami Heat (2013–2016)
Pracę znalazł dopiero 20 stycznia 2013, gdy 10-dniowy kontrakt podpisali z nim Miami Heat. W drużynie zadebiutował 25 stycznia w meczu z Detroit Pistons. Zagrał w nim 3 i pół minuty, zdobywając 2 punkty i zbierając 2 piłki. 8 lutego 2013 Andersen podpisał kontrakt do końca rozgrywek z Heat. 26 lutego w meczu przeciwko Sacramento Kings uzyskał rekord sezonu, zdobywając 10 punktów.
10 lipca 2013 Andersen przedłużył kontrakt z Miami Heat. Zagrał w 72 meczach podczas sezonu regularnego 2013/14, notując średnio 6,6 punktu, 5,3 zbiórki i 1,3 bloku na mecz. 19 lipca 2014 podpisał kolejny nowy kontrakt z Heat.

### Memphis Grizzlies (2016)
16 lutego 2016 w ramach wymiany trzech klubów trafił do Memphis Grizzlies.

### Cleveland Cavaliers (od 2016)
21 lipca 2016 podpisał umowę z Cleveland Cavaliers.
13 lutego 2017 został wytransferowany przez Cavaliers wraz z zobowiązaniami gotówkowymi do Charlotte Hornets w zamian za chroniony wybór II rundy draftu 2017. Następnie został natychmiastowo zwolniony.

## Osiągnięcia
Na podstawie, o ile nie zaznaczono inaczej.
NBA
- Mistrz NBA (2013)
- Wicemistrz NBA (2014)
- Uczestnik konkursu wsadów NBA (2004, 2005)
- Lider play-off w skuteczności rzutów z gry (2013)[33]

## Statystyki
Na podstawie Basketball-Reference.com (ang.)

### NCAA
| Sezon   | Drużyna       | M  | S5 | MPG  | FG%   | 3P%   | FT%   | RPG | APG | SPG | BPG | PPG  |
| ------- | ------------- | -- | -- | ---- | ----- | ----- | ----- | --- | --- | --- | --- | ---- |
| 1997/98 | Blinn College | 29 | –  | 21,7 | 50,5% | 24,0% | 52,6% | 7,7 | 0,7 | –   | –   | 10,1 |
| Razem   |               | 29 | –  | 21,7 | 50,5% | 24,0% | 52,6% | 7,7 | 0,7 | –   | –   | 10,1 |

### NBA

#### Sezon zasadniczy
| Sezon   | Drużyna     | M   | S5 | MPG  | FG%   | 3P%   | FT%   | RPG | APG | SPG | BPG | PPG |
| ------- | ----------- | --- | -- | ---- | ----- | ----- | ----- | --- | --- | --- | --- | --- |
| 2001/02 | Denver      | 24  | 1  | 10,9 | 33,8% | 0,0%  | 78,6% | 3,2 | 0,3 | 0,3 | 1,2 | 3,0 |
| 2002/03 | Denver      | 59  | 3  | 15,4 | 40,0% | 0,0%  | 55,0% | 4,6 | 0,5 | 0,5 | 1,0 | 5,2 |
| 2003/04 | Denver      | 71  | 0  | 14,5 | 44,3% | 0,0%  | 58,9% | 4,2 | 0,5 | 0,5 | 1,6 | 3,4 |
| 2004/05 | New Orleans | 67  | 2  | 21,3 | 53,4% | 0,0%  | 68,9% | 6,1 | 1,1 | 0,2 | 1,5 | 7,7 |
| 2005/06 | New Orleans | 32  | 2  | 17,8 | 57,1% | –     | 47,6% | 4,8 | 0,2 | 0,3 | 1,3 | 5,0 |
| 2007/08 | New Orleans | 5   | 0  | 6,8  | 28,6% | –     | 50,0% | 1,8 | 0,0 | 0,0 | 0,8 | 1,2 |
| 2008/09 | Denver      | 71  | 1  | 20,6 | 54,8% | 20,0% | 71,8% | 6,2 | 0,4 | 0,6 | 2,5 | 6,4 |
| 2009/10 | Denver      | 76  | 0  | 22,3 | 56,6% | 0,0%  | 69,5% | 6,4 | 0,4 | 0,6 | 1,9 | 5,9 |
| 2010/11 | Denver      | 45  | 0  | 16,3 | 59,9% | 0,0%  | 63,7% | 4,9 | 0,4 | 0,5 | 1,3 | 5,6 |
| 2011/12 | Denver      | 32  | 1  | 15,2 | 54,6% | –     | 61,0% | 4,6 | 0,2 | 0,6 | 1,4 | 5,3 |
| 2012/13 | Miami       | 42  | 0  | 14,9 | 57,7% | 66,7% | 67,7% | 4,1 | 0,4 | 0,4 | 1,0 | 4,9 |
| 2013/14 | Miami       | 72  | 0  | 19,4 | 64,4% | 25,0% | 71,0% | 5,3 | 0,3 | 0,4 | 1,3 | 6,6 |
| 2014/15 | Miami       | 60  | 20 | 18,9 | 58,0% | 30,8% | 66,7% | 5,0 | 0,7 | 0,4 | 1,0 | 5,3 |
| 2015/16 | Miami       | 7   | 1  | 5,1  | 40,0% | 40,0% | 75,0% | 1,3 | 0,4 | 0,1 | 0,4 | 1,9 |
| 2015/16 | Memphis     | 20  | 14 | 18,3 | 54,8% | 22,2% | 68,8% | 4,5 | 0,5 | 0,7 | 0,5 | 4,6 |
| 2016/17 | Cleveland   | 12  | 0  | 9,5  | 40,9% | 0,0%  | 71,4% | 2,6 | 0,4 | 0,4 | 0,6 | 2,3 |
| Razem   |             | 695 | 45 | 17,7 | 53,2% | 22,1% | 65,4% | 5,0 | 0,5 | 0,4 | 1,4 | 5,4 |

#### Play-offy
| Sezon | Drużyna | M  | S5 | MPG  | FG%   | 3P%  | FT%   | RPG | APG | SPG | BPG | PPG |
| ----- | ------- | -- | -- | ---- | ----- | ---- | ----- | --- | --- | --- | --- | --- |
| 2004  | Denver  | 5  | 0  | 6,8  | 33,3% | –    | –     | 2,8 | 0,4 | 0,2 | 0,4 | 1,2 |
| 2009  | Denver  | 15 | 0  | 21,9 | 63,0% | 0,0% | 65,9% | 6,3 | 0,6 | 0,3 | 2,1 | 6,5 |
| 2010  | Denver  | 6  | 0  | 19,3 | 52,9% | –    | 64,3% | 4,5 | 0,2 | 0,2 | 1,0 | 4,5 |
| 2011  | Denver  | 5  | 0  | 14,6 | 63,6% | –    | 71,4% | 2,8 | 0,6 | 0,6 | 1,4 | 4,8 |
| 2013  | Miami   | 20 | 0  | 15,2 | 80,7% | –    | 73,5% | 3,8 | 0,2 | 0,5 | 1,1 | 6,4 |
| 2014  | Miami   | 18 | 0  | 17,6 | 57,9% | 0,0% | 68,4% | 5,9 | 0,3 | 0,3 | 1,0 | 5,1 |
| 2016  | Memphis | 4  | 2  | 19,8 | 41,7% | –    | 62,5% | 7,8 | 0,8 | 0,5 | 0,8 | 3,8 |
| Razem |         | 73 | 2  | 17,1 | 63,1% | 0,0% | 68,9% | 5,0 | 0,4 | 0,4 | 1,2 | 5,3 |